# Председнички избори у САД 1812.
Председнички избори у САД 1812. били су седми четворогодишњи председнички избори. Одржан је од петка, 30. октобра 1812. до среде, 2. децембра 1812. Одвијајући се у сенци рата 1812. године, актуелни демократско-републикански председник Џејмс Медисон победио је Девита Клинтона, потгувернера Њујорка и градоначелника Њујорка, који је добио подршку дисидентских демократских републиканаца на северу, као и федералиста. То су били први председнички избори који су одржани током великог рата у којем су учествовале Сједињене Државе.
Северни демократски републиканци дуго су били незадовољни јужњачком доминацијом своје странке, а ујак Девита Клинтона, потпредседник Џорџ Клинтон, безуспешно је оспорио Медисона за председничку номинацију странке 1808. године. Док је посланички клуб Демократско-републиканског конгреса у мају 1812. поново номиновао Медисон, партијски клуб у Њујорку, такође одржан у мају, номиновао је Клинтона за председника. Након што су Сједињене Државе објавиле рат Уједињеном Краљевству у јуну 1812, Клинтон је покушао да створи коалицију антиратних демократских републиканаца и федералиста. Са Клинтоном у трци, Федералистичка партија је одбила да формално предложи кандидата, надајући се да ће њени чланови гласати за Клинтона, али га нису формално подржали, страхујући да би експлицитна подршка Клинтона нашкодила богатству странке у другим тркама. Федералиста Џеред Ингерсол из Пенсилваније постао је Клинтонов де факто потпредседник. Дисидентска фракција Федералистичке партије покушала је да номинује бившег кандидата за потпредседника Руфуса Кинга уместо Клинтона, али је у томе успела само у Вирџинији.
Упркос Клинтоновом успеху у привлачењу федералистичке подршке, Медисон је поново изабран са 50,4 одсто гласова у односу на 47,6 одсто гласова његовог противника, чиме су избори 1812. били најближи избори до тог тренутка на гласању. Клинтон је освојио федералистички бастион Нове Енглеске, као и три средњеатлантске државе, али је Медисон доминирала на југу и заузела Пенсилванију. Ово је била најужа разлика у броју гласова за победничког реизабраног председника до 2004.